# إيليس جوستين بايارد
إيليس جوستين بايارد (بالإنجليزية: Elise Justine Bayard)‏ هي كاتِبة وشاعرة أمريكية، ولدت في 16 أغسطس 1823 في فيشكيل في الولايات المتحدة، وتوفيت في 1852 في نيويورك في الولايات المتحدة.